# Bogoria (powiat sandomierski)
Bogoria (do 31 grudnia 2000 roku Bogoryja) – wieś w Polsce, położona w województwie świętokrzyskim, w powiecie sandomierskim, w gminie Łoniów.
| SIMC    | Nazwa     | Rodzaj    |
| ------- | --------- | --------- |
| 0797725 | Bogoryjka | część wsi |

W latach 1975–1998 miejscowość należała administracyjnie do województwa tarnobrzeskiego. Miejscowa ludność katolicka przynależy do Parafii św. Józefa w Chodkowie Nowym.
Przez wieś przechodzi zielony szlak rowerowy z Sandomierza do Ujazdu.